# Kerk van Munnekeburen
De Kerk van Munnekeburen is een monumentaal pand aan de Grindweg 43 in het Friese dorp Munnekeburen.

## Beschrijving

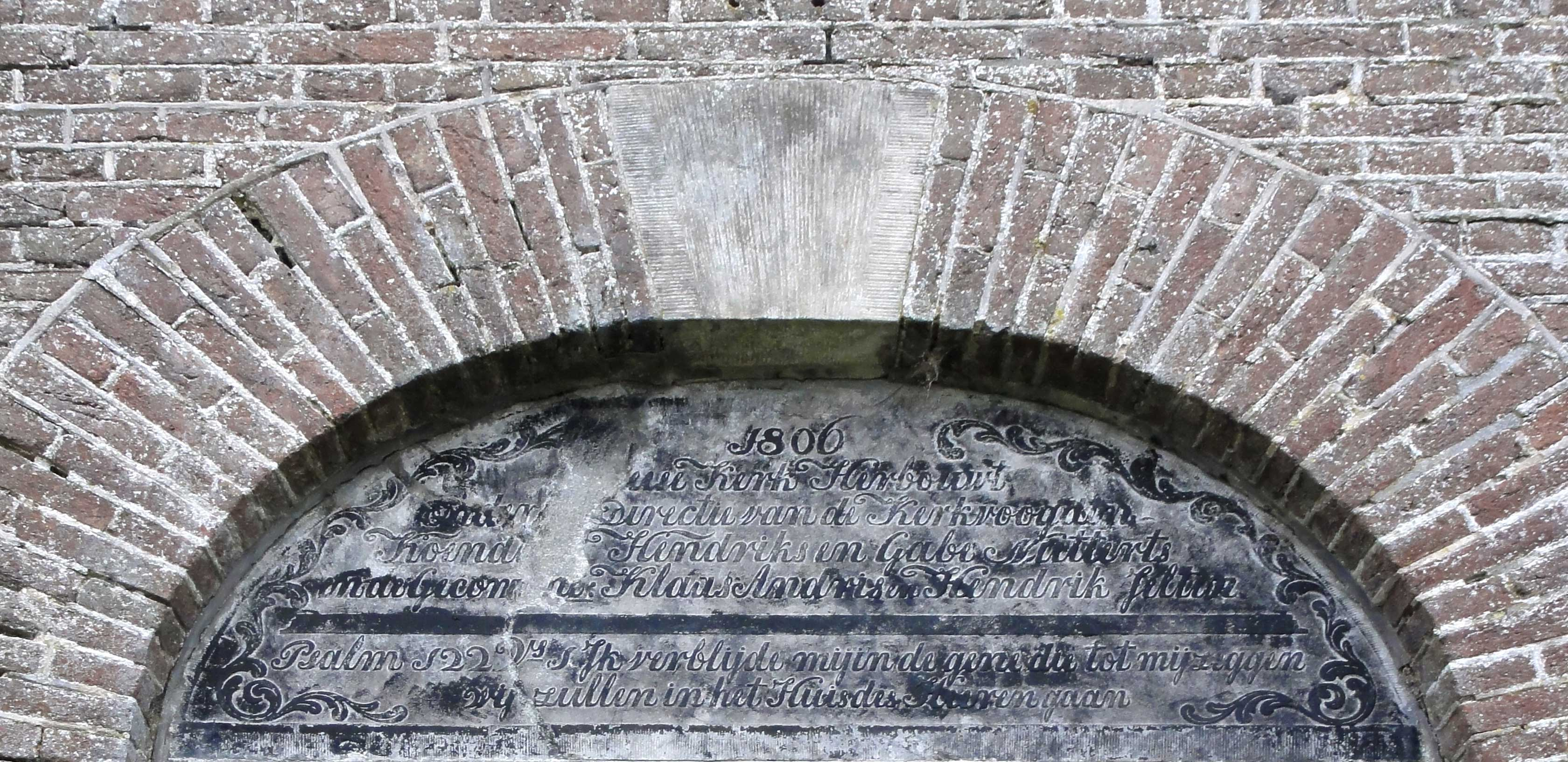
Gedenksteen als herinnering aan de bouw van de kerk in 1806

De driezijdig gesloten eenbeukige zaalkerk van Munnekeburen werd in 1806 gebouwd. Waarschijnlijk gaat het hier om de vervanging van een oudere kerk, want in de gedenksteen boven de toegangsdeur wordt vermeld, dat de kerk in 1806 is herbouwd. Deze steen bevat ook de tekst "Ik verblijd mij in degene die tot mij zeggen wij zullen in het Huis des Heeren gaan". In 1860 werd de kerk vergroot en werd er aan de westzijde van de kerk een houten klokkentorentje met een uurwerk gebouwd. Ook van deze gebeurtenis wordt op twee gedenkstenen ter weerszijden van de ingang gewag gemaakt. Om de kerk ligt een begraafplaats. Het toegangshek tot kerk en kerkhof dateert waarschijnlijk uit 1860, het jaar van de verbouwing van de kerk.
Het kerkgebouw is erkend als rijksmonument. In 1992 waren er plannen om de kerk te slopen. De plaatselijke bevolking keerde zich tegen de sloop. De kerk is vervolgens verhuurd als opslagruimte voor een bedrijf in de carrosseriebouwbranche. De eigenaar van dit polyester verwerkend bedrijf plaatste in 1993 een kunststof kap over de toren. Na de vorming van de PKN-kerk Scherpenzeel-Munnekeburen in 2005 werd het kerkgebouw in Munnekeburen verkocht aan dit bedrijf.